# Ionian Bank

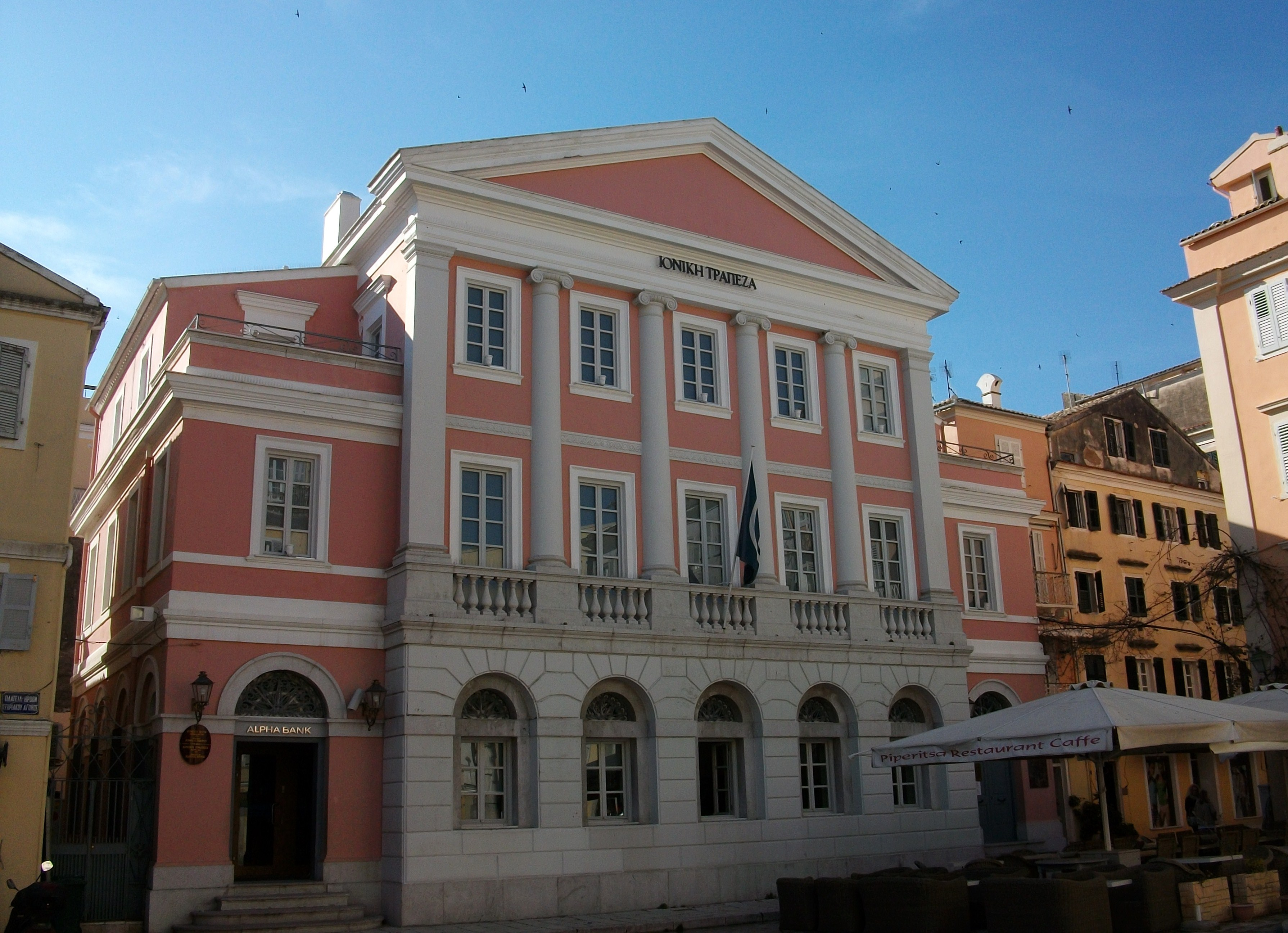
Ehemalige Filiale auf Korfu, welche heute das Banknotenmuseum beherbergt

Ioniki Bank (griechisch Ιονική Τράπεζα Ionikí Trápeza, englisch Ionian Bank, italienisch Banca Ionica) war eine 1839 gegründete Geschäftsbank mit Sitz in London, die auch als Zentralbank der Republik der Ionischen Inseln fungierte. Niederlassungen hatte die Bank auf allen größeren Inseln der Ionischen Inseln, später auch im restlichen Griechenland und im Nahen Osten. Charakteristisch für die klassizistischen Bauten der Bank war ein Portikus mit Ionischen Säulen.

## Geschichte
Einst nur für den Geschäftsverkehr zwischen London und den Ionischen Inseln gegründet entwickelte sich die Bank zur wichtigsten Bank der Ionischen Inseln und ab 1845 auch in Griechenland. Nach dem Beitritt der Ionischen Inseln zu Griechenland durfte die Ionian Bank neben der National Bank of Greece eigene Banknoten verausgaben, diese Aufgabe wurde ab 1920 auf die Bank von Griechenland übertragen. 

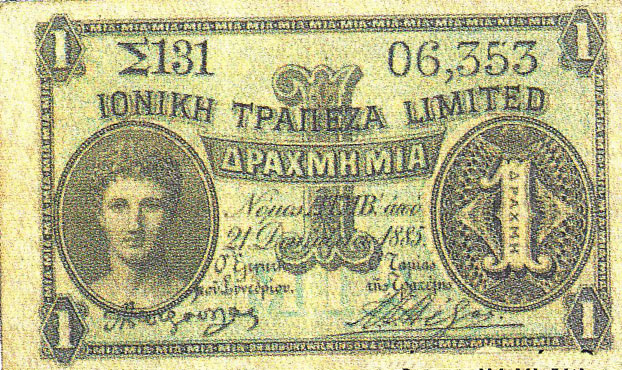
Durch die IB herausgegebene Banknote (1 Drachme, 1885)

Der Sitz wurde 1873 nach Athen verlegt, 1975 wurde die Bank verstaatlicht und 1999 wieder privatisiert. Während der Privatisierung wurde die Bank mit der Trapeza Pisteos (Kreditbank) zusammengelegt, die neue Bank firmiert heute als Alpha Bank. Zur Wahrung der Namensrechte blieb der Schriftzug auf dem Gebäude der ehemaligen Filiale auf Korfu, welches als Banknotenmuseum in Betrieb ist.

## Internationale Geschäftstätigkeit

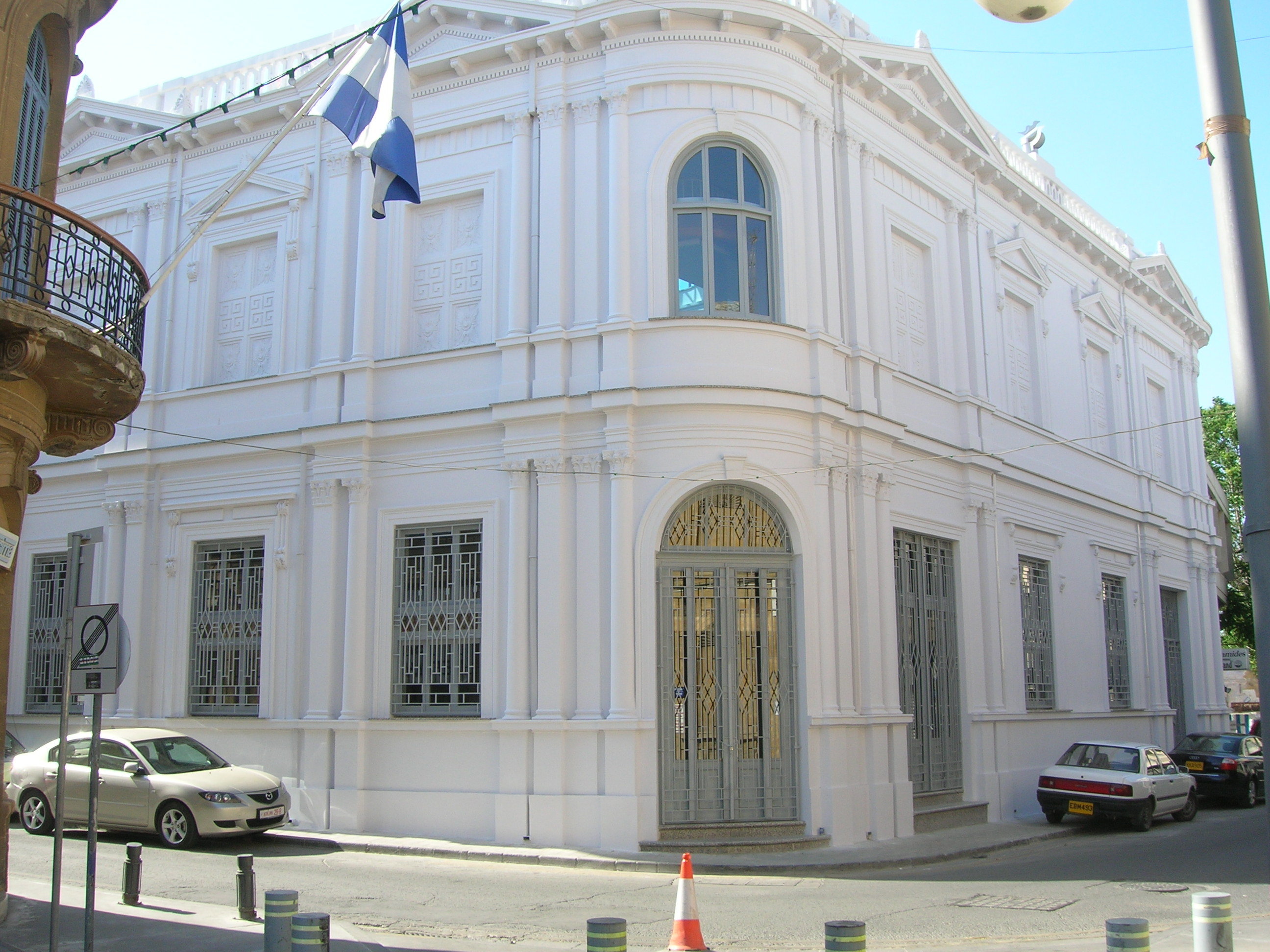
Ehemalige Niederlassung in Nikosia, Zypern

Im Laufe ihres Bestehens betrieb die Bank immer wieder Anstrengungen der Internationalisierung. Dabei standen Länder im Fokus, die über eine größere griechischsprachige Gemeinde verfügten:
- 1907: Eröffnung mehrerer Filialen in Konstantinopel. Diese wurden, wie alle späteren ausländischen Unternehmungen, in Form einer Tochtergesellschaft (Popular Bank) betrieben. Während des Zweiten Weltkriegs Zwangsakquise durch Italien. Nach der Rückgabe 1949 erfolgte 1956 der endgültige Verlust via Enteignung durch den ägyptischen Staat, welcher im Zuge der Suez-Krise auch französische und britische Niederlassungen im ganzen Land in ein eigenes Institut überführte.
- 1924 bis 1928 betrieb die IB ein Büro in New York City.
- 1926/27: Basierend auf den positiven Erfahrungen aus Ägypten Eröffnung von vier Filialen auf Zypern (Nikosia, Famagusta, Limassol, Larnaka). Obwohl innerhalb weniger Jahre ein erheblicher Marktanteil erreicht werden konnte, bot das lokale Geschäftsumfeld durch große Konkurrenz weit weniger Chancen auf Gewinn. 1957 folgte der Verkauf der dortigen Aktivitäten an die britische Kolonialbank Chartered Bank of India, Australia and China.[3]
- Das Londoner Büro wurde beim Übergang in die Alpha Bank durch die Emporiki Bank erworben.

## Trivia
2012 verkaufte die französische Genossenschaftsbank Crédit Agricole die finanziell in Schieflage geratene Emporiki Bank für einen symbolischen Preis von einem Euro an die Alpha Bank. Damit ging der ehemalige Londoner Hauptsitz der IB zurück an deren Rechtsnachfolger.